# Boksplot
Et boksplot eller kassediagram anvendes indenfor beskrivende statistik (deskriptiv statistik) som en metode til at illustrere median, kvartiler samt eventuelt maksimum og minimum i et sæt numeriske værdier.
Kassens øvre og nedre grænse viser øvre og nedre kvartil, og kassen indeholder således halvdelen af de observerede værdier. Kassen deles af en streg ved medianen; skævhed i observationerne viser sig ved, at medianen ikke er midt mellem øvre og nedre kvartil.
Kassen kan suppleres med "haler" (stiplede linjer i figuren), som illustrerer de ydre observationer i materialet. Følgende metoder kan anvendes til at fastlægge halernes længde.
- Maksimum og minimum, eventuelt fraset ekstreme værdier ("outliers"). I figuren er frasete ekstreme værdier markeret med en lille cirkel.
- En standardafvigelse over og under middelværdien for observationerne.
- 8. og 92. percentil.
- 2. og 98. percentil.

Listen er ikke udtømmende, og der er ikke praksis for at indikere, hvilken af metoderne er anvendt.
Outliers er de observationer, som ligger uden for 1,5 kvartilbreddes rækkevidde fra selve "boksen". Kvartilbredden findes ved at trække 1. kvartil fra 3. kvartil.
Der kan dannes flere bokse for forskellige delmængder af observationer. Dette vil synliggøre forskelle eller ligheder mellem de forskellige delmængder. Bredden af den enkelte boks kan anvendes til at synliggøre den enkelte delmængdes "tyngde", f.eks. antallet af observationer i denne.
Boksplot anvendes bl.a. til at illustrere finansielle kursdata, hvor der f.eks. dannes en boks pr. handelsdag.
 Der er for få eller ingen kildehenvisninger i denne artikel, hvilket er et problem. Du kan hjælpe ved at angive troværdige kilder til de påstande, som fremføres i artiklen.